# オーケ・バールレンクイスト
オーケ・バールレンクイスト（Ake Anders Edvard Wallenquist、1904年1月16日-1994年4月8日）は、スウェーデンの天文学者である。1928年から1935年までインドネシアのボスカ天文台で働き、その後1948年にウプサラのクビスタベリ天文台の助手になった。当初は二重星を研究していたが、その後研究の中心は散開星団の性質に移った。バールレンクイストは、ストックホルムのスウェーデン王立科学アカデミー及びウプサラのスウェーデン王立科学協会で熱心に活動した。1950年代からは天文学の啓蒙書を多く書いた。彼の著書は多くの若者に天文学への関心を引き起こした。
1950年、アルバート・ウィルソンとともに小惑星テスカトリポカを発見した。
1976年にクラエス=イングヴァール・ラーゲルクヴィストが発見した小惑星ヴァールレンクイストは彼の名前にちなんで命名された。